# Benjamin Pavard
Benjamin Pavard (Maubeuge, 1996. március 28. –) francia válogatott labdarúgó, az olasz Internazionale játékosa.

## Pályafutása

### Klubcsapatban
Az US Jeumont és a Lille korosztályos csapataiban nevelkedett, utóbbinál lett profi labdarúgó. 2015. január 31-én debütált a bajnokságban a Nantes elleni 1–1-s döntetlennel végződő találkozón. 2016. augusztus 31-én a német másodosztályú VfB Stuttgart csapatába írt alá 4 évre. Október 3-án a Greuther Fürth ellen góllal  és gólpasszal mutatkozott be. A szezon végén megnyerték a Bundesliga 2-t. 2017. augusztus 19-én az élvonalban a Hertha BSC ellen debütált, a mérkőzést 2–0-ra elvesztették. Október 29-én hazai pályán az SC Freiburg ellen első élvonalbeli gólját is megszerezte. December 20-án meghosszabbították a szerződését 2021 júniusáig.
2019. január 9-én Hasan Salihamidžić a Bayern München sportigazgatója bejelentette, hogy öt évre szóló megállapodást kötöttek Pavarddal, aki július 1-jén csatlakozik a klubhoz.
2023. augusztus 30-án az olasz Serie A-ban szereplő Internazionale 30 millió euróért cserébe szerződtette.

### A válogatottban
2015. március 31-én mutatkozott be a francia U19-es labdarúgó-válogatottban az angolok elleni 2015-ös U19-es Európa-bajnokság selejtező mérkőzésén, a 61. percben váltotta Olivier Kement a 2–1-re megnyert mérkőzésen. Bekerült Patrick Gonfalone 2015-ös U19-es labdarúgó-Európa-bajnokságra utazó keretébe. Az ukrán U19-es válogatott ellen az 52. percben váltotta Lucas Hernándezt a csoportkör második mérkőzésén. A tornán az utolsó mérkőzését a görögök ellen játszotta és bronzérmesek lettek.
2015. október 10-én bemutatkozott a francia U21-es válogatottban a skót U21-es válogatottban a 2017-es U21-es Európa-bajnokság selejtező mérkőzésen. 2017. november 10-én a felnőttek között is debütált, a walesi labdarúgó-válogatott elleni barátságos találkozón Christophe Jallet helyére érkezett a második félidőre. A 2018-as vb nyolcaddöntőjében a Leo Messi vezette Argentína ellen az ő bombagóljával egyenlített Franciaország. A mérkőzést végül 4-3 arányban nyerték meg,többek között Pavard remek teljesítményének köszönhetően is. A franciák ezután sem álltak meg, minden ellenfelén átmenetelve végül világbajnokok lettek Horvátország 4-2 arányú legyőzésével. 2021. május 18-án bejelentették a 2020-as labdarúgó-Európa-bajnokságra utazó keretet, amiben ő is benne volt. 2024. május 16-án bekerült a 2024-es labdarúgó-Európa-bajnokságra utazó 25 fős keretbe.

## Statisztika

### Klub
2018. május 31-i állapotnak megfelelően.
| Klub információ        | Klub információ        | Klub információ        | Bajnokság | Bajnokság | Kupa            | Kupa            | Ligakupa        | Ligakupa        | UEFA  | UEFA | Összesen | Összesen |
| Klub                   | Szezon                 | Bajnokság              | Mérk.     | Gól       | Mérk.           | Gól             | Mérk.           | Gól             | Mérk. | Gól  | Mérk.    | Gól      |
| Franciaország          | Franciaország          | Franciaország          | Bajnokság | Bajnokság | Coupe de France | Coupe de France | Coupe de France | Coupe de France | UEFA  | UEFA | Összesen | Összesen |
| ---------------------- | ---------------------- | ---------------------- | --------- | --------- | --------------- | --------------- | --------------- | --------------- | ----- | ---- | -------- | -------- |
| Lille B                | 2014-15                | National 2             | 15        | 0         | 0               | 0               | 0               | 0               | 0     | 0    | 15       | 0        |
| Lille B                | 2015-16                | National 3             | 4         | 0         | 0               | 0               | 0               | 0               | 0     | 0    | 4        | 0        |
| Lille B                | 2016-17                | National 2             | 1         | 1         | 0               | 0               | 0               | 0               | 4     | 0    | 1        | 1        |
| Összesen               | Összesen               | Összesen               | 20        | 1         | 0               | 0               | 0               | 0               | 0     | 0    | 20       | 1        |
| Lille                  | 2014-15                | Ligue 1                | 8         | 0         | 0               | 0               | 0               | 0               | 0     | 0    | 8        | 0        |
| Lille                  | 2015-16                | Ligue 1                | 13        | 0         | 1               | 0               | 3               | 0               | 0     | 0    | 17       | 0        |
| Lille                  | 2016-17                | Ligue 1                | 0         | 0         | 0               | 0               | 0               | 0               | 0     | 0    | 0        | 0        |
| Összesen               | Összesen               | Összesen               | 21        | 0         | 1               | 0               | 3               | 0               | 0     | 0    | 25       | 0        |
| Franciaország összesen | Franciaország összesen | Franciaország összesen | 41        | 0         | 1               | 0               | 3               | 0               | 0     | 0    | 45       | 0        |
| Németország            | Németország            | Németország            | Bajnokság | Bajnokság | DFB-Pokal       | DFB-Pokal       | DFB-Ligapoka    | DFB-Ligapoka    | UEFA  | UEFA | Összesen | Összesen |
| VfB Stuttgart          | 2016-17                | Bundesliga 2           | 21        | 1         | 0               | 0               | -               | -               | 0     | 0    | 21       | 0        |
| VfB Stuttgart          | 2017-18                | Bundesliga             | 34        | 1         | 2               | 0               | -               | -               | 0     | 0    | 36       | 1        |
| Összesen               | Összesen               | Összesen               | 55        | 2         | 2               | 0               | 0               | 0               | 0     | 0    | 57       | 2        |
| Németország összesen   | Németország összesen   | Németország összesen   | 55        | 2         | 2               | 0               | 0               | 0               | 0     | 0    | 57       | 2        |

### A válogatottban
2022. november 22-én frissítve.
| Nemzet        | Évek     | Pályára lépések | Gólok |
| ------------- | -------- | --------------- | ----- |
| Franciaország |          |                 |       |
| 2017          | 2        | 0               |       |
| 2018          | 16       | 1               |       |
| 2019          | 9        | 0               |       |
| 2020          | 4        | 1               |       |
| 2021          | 11       | 0               |       |
| 2022          | 5        | 0               |       |
| Összesen      | Összesen | 47              | 2     |

### Góljai a válogatottban
| # | Dátum              | Helyszín                                    | Ellenfél   | Gól | Végeredmény | Verseny                           |
| - | ------------------ | ------------------------------------------- | ---------- | --- | ----------- | --------------------------------- |
| 1 | 2018. június 30.   | Kazany Aréna, Kazany, Oroszország           | Argentína  | 2–2 | 4–3         | 2018-as labdarúgó-világbajnokság  |
| 2 | 2020. november 17. | Stade de France, Saint-Denis, Franciaország | Svédország | 2–1 | 4–2         | 2020–2021-es UEFA Nemzetek Ligája |

## Sikerei, díjai

### Klub
- Lille B
  - National 3: 2015-16
- VfB Stuttgart
  - Bundesliga 2: 2016–17

- Bayern München
  - Német bajnok (4): 2019–20, 2020–21, 2021–22, 2022–23
  - Német kupa (1): 2019–20
  - Német szuperkupa (3): 2020,2021, 2022
  - Bajnokok ligája (1): 2019-20
  - UEFA-szuperkupa (1): 2020
  - FIFA-klubvilágbajnokság (1): 2020

- Internazionale
  - Olasz bajnok (1): 2023–24
  - Olaszszuperkupa (1): 2023

### Válogatott
- Franciaország
  - Világbajnok: 2018